# Takaoki Sasaki
Takaoki Sasaki (japonès: 佐々木 隆興)  (Tòquio, 5 de maig de 1878 - 31 d'octubre de 1966) va ser un bioquímic i oncòleg japonès conegut per demostrar la inducció, juntament amb el seu alumne Tomizo Yoshida, del càncer de fetge en rates per l'orto-aminoazotoluè. A més a més, també era conegut com a mestre d'esgrima al Japó. Va rebre el Premi Imperial de l'Acadèmia del Japó dues vegades (1924 i 1936).
Va ser nominat per al Premi Nobel de Fisiologia o Medicina en 14 nominacions.

## Biografia
Takaoki Sasaki, que era el gendre de Masakichi Sasaki, es va graduar a la Facultat de Medicina de la Universitat Imperial de Tòquio i va estudiar bioquímica, bacteriologia i seroteràpia a Alemanya durant cinc anys. En tornar al Japó, va ser nomenat professor de Medicina Interna a la Universitat Imperial de Kyoto el 1913, abans de convertir-se en director de l'Hospital de Kyoundo a Tòquio el 1916. A més, es va convertir en director de l'Institut del Càncer de la Fundació Japonesa per a la Investigació del Càncer el 1935.
El 1939 Sasaki va donar el seu institut de recerca privat, juntament amb part de la seva propietat privada, i va sol·licitar al govern japonès la creació d'una nova fundació mèdica. Va ser aprovat pel Ministeri d'Educació el gener de 1939 com a fundació de recerca sense ànim de lucre, i després es van establir la Fundació Sasaki i el seu institut mèdic adjunt (l'Institut Sasaki avui en dia).

## Reconeixements
Sasaki va rebre nombrosos honors i premis com els següents:
- Premi Imperial de l'Acadèmia del Japó 1924
- Premi Imperial de l'Acadèmia del Japó 1936
- Ordre de la Cultura de 1940
- Persona de Mèrit Cultural de 1951